# Tolidostena ermischi
Tolidostena ermischi là một loài bọ cánh cứng trong họ Mordellidae. Loài này được Nakane miêu tả khoa học năm 1956.